# Jonathan Fabbro
Jonathan Fabbro (Buenos Aires, 16 de enero de 1982) es un exfutbolista argentino nacionalizado paraguayo que jugaba como mediocampista ofensivo. Pasó por clubes como Boca Juniors, Once Caldas (donde conquistó la Copa Libertadores 2004), Cerro Porteño, River Plate, entre otros. Ha sido internacional con la selección paraguaya.
Desde el 19 de agosto de 2019, se encuentra cumpliendo una condena de 16 años de prisión efectiva por el delito de abuso sexual.

## Trayectoria
Pasó por siete países diferentes: Argentina, Colombia, España, Brasil, México, Chile y Paraguay. Empezó su carrera en Argentinos Juniors en 1999, donde sin hacer su presentación viajó a España. Luego pasó a ser jugador del Mallorca de España, donde jugó muy poco. Luego de esta experiencia, en 2002, volvió a su país para integrar el plantel de Boca Juniors. Allí jugó poco, seis partidos, donde también ganó su primer título: el Torneo Apertura 2003. Tras el campeonato decidió marcharse al Once Caldas de Colombia en el 2004, justo para ganar la Copa Libertadores de América de aquel año, derrotando en la final precisamente a Boca Juniors, su equipo anterior. Jugó la final de la Copa Intercontinental frente al Oporto de Portugal donde erró el penal decisivo que consagraba al Once Caldas de Colombia como campeón del mundo 2004 en la Copa Intercontinental. Entre el 2005 y el primer semestre de 2006, pasó por el Dorados de México. En 2006, militó en el Atlético Mineiro de Brasil durante el segundo semestre. En ese lapso, va a jugar a Universidad Católica de Chile, donde juega veinte partidos y convierte seis goles. Luego Fabbro es fichado por Guaraní donde salió mejor jugador y goleador de su equipo con el que se consagró subcampeón del Torneo Clausura 2008, mejor jugador del fútbol paraguayo en la temporada 2009-2010 y se consagra campeón del Torneo Apertura 2010. Después de jugar por el club aurinegro, Fabbro es fichado por Cerro Porteño donde se consagra subcampeón del Torneo Clausura 2011, campeón del Torneo Apertura 2012 y es nombrado mejor jugador paraguayo de la temporada 2011-2012.

### Boca Juniors
Se inició como profesional en Argentinos Juniors. Luego pasó a ser jugador de las inferiores de Boca Juniors.
Después de haber viajado para jugar por el Mallorca B, el mediapunta regresó a Argentina para vestir los colores de Boca Juniors. El 5 de mayo de 2002, debutó en primera división frente a Vélez, en el Alberto J. Armando, y el conjunto conducido por Óscar Tabárez se impuso por 2-1.
Cumplida su presentación, volvió a jugar contra Independiente. En el Clausura 2003, volvió a hacerse presente en otros cuatro enfrentamientos y anotó un tanto frente a Rosario Central, cuando el xeneize, con un equipo plagado de juveniles, perdió por 7-2. Por los torneos internacionales, disputó tres encuentros y convirtió un gol frente a Colón en la Copa Sudamericana 2003.

### Once Caldas
Al año siguiente, arregló su llegada a Once Caldas de Colombia. Con este equipo pudo participar por primera vez de la Copa Libertadores. Estuvo en cinco partidos y metió tres goles. Once Caldas jugó la final frente a Boca Juniors y lo superó por 2-0 en los penales. La particularidad de esta serie fue que los dirigidos por Carlos Bianchi, que solían tener éxito en este tipo de definiciones, erraron dos penales y el arquero Juan Carlos Henao contuvo otros dos, mientras que el conjunto conducido por Luis Fernando Montoya también desperdició dos.
En diciembre de aquella temporada, su equipo enfrentó al Oporto por la Copa Intercontinental. Tras empatar 0-0 en el tiempo reglamentario, definieron el torneo desde los doce pasos. En la tanda regular, el Oporto había fallado un penal y a Fabbro le tocó ejecutar el penal quinto y definitivo que iba a consagrar a Once Caldas como el primer equipo colombiano de la historia en ganar una Copa Intercontinental. Sin embargo, en una ejecución displicente, erró el penal clave y posteriormente Oporto se consagró como campeón del mundo de clubes 2004.

### Dorados
Después de la Copa Intercontinental, Dorados de Sinaloa anuncia a inicios de 2005 que Fabbro sería uno de sus refuerzos para encarar el Clausura 2005 y con el compromiso de salvar al equipo del descenso, ya que venía con un gran cartel y de ser una de las figuras del Once Caldas de Colombia. Aunque no tuvo al principio una buena adaptación y andaba bajo de ritmo, además tenía que pelear un lugar por la titularidad con Iarley, las pocas oportunidades que se le dieron en el primer torneo las supo aprovechar y el equipo en ese torneo se salvó de descender. Para el Apertura 2005, ante la partida de Iarley, Fabbro se hizo de un lugar en el cuadro titular con lo que empezó a ser un baluarte para el equipo. Sin embargo, desciende el equipo en el Clausura 2006 y con ello, ante una gran oferta del Atlético Mineiro de Brasil, se retira del equipo y del fútbol mexicano.
En total jugó treinta y cinco partidos y marcó siete goles en su estancia por el fútbol mexicano y en Dorados. Es considerado una de las figuras simbólicas que han pasado por la institución en su corta estancia en la Liga MX.

### Guaraní
En 2007, arribó a Guaraní de Paraguay recomendado por el representante argentino Marcos Garzia, quien fue la persona de llegada a los directivos del club y recomienda al jugador. El mismo Marcos Garzia fue despedido por el jugador, al descubrir que este falsificaba las firmas de sus contratos. Al año siguiente, salió mejor jugador y goleador de su equipo con el que se consagró subcampeón del Torneo Clausura 2008. Fabbro se fue ganando el respeto de todos los paraguayos con buen fútbol, tanto así, que se lo consideró el mejor jugador del fútbol paraguayo durante el periodo 2009-2010. El 24 de marzo de 2010, finiquitó los trámites legales para convertirse en ciudadano paraguayo.
Dos meses después, el 26 de mayo, Fabbro ganó con Guaraní el título de campeón del Torneo Apertura 2010, constituyéndose en la principal figura del equipo.
Se hacía difícil la continuidad de Jonathan Fabbro en Guaraní. El delantero había ido de vacaciones a su país sin haber firmado el documento que, en el club, aseguraban que ya estaba listo y que tiene que ver con la venta del cincuenta por ciento restante de su pase.
Y, para complicar mucho más las relaciones entre Fabbro y los dirigentes aurinegros, en Guaraní, se acrecentaba la posibilidad de su paso a Cerro Porteño. El Ciclón quería contar con el argentino y, como el mismo era todavía dueño de parte de su ficha, la posibilidad estaba latente.
Su representante, Darío Fabbro, decía que el jugador podía seguir en Guaraní, pero con un mejor contrato. Ya era casi un hecho que el delantero argentino llegó a un acuerdo con la dirigencia de Cerro Porteño, entidad a la que le vendería el cincuenta por ciento de su pase. Sin embargo, la dirigencia de Guaraní no había sido incluida en la negociación y eso ocasionó el malestar en la dirigencia del aurinegro.
Finalmente el presidente de la Asociación Paraguaya de Fútbol, Napout, intervino y Cerro Porteño llegó a un acuerdo con Guaraní.

### Cerro Porteño
Su última temporada en el club aurinegro estuvo marcada por los incesantes rumores en torno a su traspaso hacia un gran club del mismo país: Cerro Porteño.
Después de meses de negociaciones y siendo el jugador más caro de la historia del fútbol paraguayo, el viernes 21 de enero de 2011, fue inscripto como jugador de Cerro Porteño por una cifra de tres millones de dólares y se hacía pública la venta del jugador a la institución de Barrio Obrero. Un día después fue presentado a la hinchada de Cerro Porteño, en una histórica jornada para el club, con diez mil personas presentes, se cumplió el deseo de la hinchada del Ciclón de Barrio Obrero.
Dotado de una técnica sobresaliente, desde ese año en adelante, ha sido pieza fundamental en la consecución de los títulos y desde ese mismo año se plantó en el primer equipo de los azulgranas. Su buen juego fue uno de los factores decisivos para ganar el campeonato nacional.
Su debut se produce en el empate de su equipo ante Rubio Ñu, por un resultado de 2-2 marcando de cabeza su primer gol oficial con Cerro Porteño. Rápidamente, el jugador va adquiriendo el estatus de ídolo entre la afición azulgrana, situándose junto a otros jugadores como Saturnino Arrúa que tuvo su paso por Cerro Porteño.
En el Torneo Apertura 2011, Fabbro no tuvo demasiada participación, debido a que el Cerro Porteño había decidido dar una pausa a su fichaje estrella de la temporada para ser sometido a fuertes trabajos de reacondicionamiento físico, por lo que se perdería varios partidos del torneo local y la Libertadores. En el torneo local, juega seis partidos anotando dos goles. Todo Cerro apostaba la Copa Libertadores 2011.
En la fase de grupos, Cerro Porteño necesitaba ganarle al Colo-Colo en Chile. El equipo chileno empezó ganando por 2-0 en el minuto 20, Fabbro convirtió un gol para el descuento sobre los 42 minutos del primer tiempo. En el segundo tiempo, le dio un pase de gol a Iván Piris para poner el empate y, en el minuto 87, tomó un tiro libre desde unos 28 metros y lo clavó en el ángulo para darle la clasificación al equipo azulgrana para los octavos de final del certamen. En la Copa Libertadores, Fabbro jugó trece partidos anotando cuatro goles.
En la Copa Libertadores 2011, por las semifinales, otorgó con un gol desde 35 metros de distancia para el empate 3-3 jugando contra Santos de Brasil. Pero no le alcanzó para pasar a la siguiente fase, pues Santos había ganado el partido de ida de las semifinales en Brasil por 1 a 0.
En el Torneo Clausura 2011, Fabbro convirtió tres goles y no participó en varios partidos a raíz de problemas con el técnico.
En la segunda rueda del Torneo Apertura 2012 y con el cambio de técnico, Fabbro logró ponerse el equipo al hombro y se convirtió en figura del torneo, el cual se encargó de definirlo sobre la hora con un gol de tiro libre en el segundo tiempo del partido contra Olimpia. En el Torneo Apertura, Fabbro convierte seis goles.
En el segundo semestre de 2012, el club se preparó para encarar dos torneos, el Clausura 2012 y la Copa Sudamericana, en los cuales se convirtió en una pieza clave para avanzar. En la Copa Sudamericana, Cerro fue eliminado en cuartos de final, Fabbro jugó ocho partidos marcando cinco goles, dos de tiro libre.
En la temporada de pases de principios de 2013, River Plate intentó negociar el pase de Fabbro pedido por el entrenador Ramón Díaz. Sin embargo, la dirigencia de Cerro Porteño rechazó la transferencia después de varias ofertas.

### River Plate
Tras muchas idas y vueltas, el 19 de julio de 2013, River Plate anuncia la contratación de Jonathan Fabbro a préstamo por un año y con opción de compra. En su primera entrevista como jugador millonario, declara: «Llego a uno de los equipos más grandes del mundo».
Haría su debut en River Plate en la segunda fecha del Torneo Inicial 2013, en la victoria de su equipo por 1-0 frente a Rosario Central, donde también se iría expulsado luego de una fuerte patada sobre Guillermo Fernández.
Fabbro en ese semestre tuvo pocas oportunidades, pese a eso se fue del club siendo campeón del Torneo Final y de la Copa Campeonato. Su único gol con esta camiseta lo marcó en un partido amistoso frente a un combinado de la Provincia de San Luis.

### Vuelta a Cerro Porteño
En julio de 2014, finalmente, Fabbro vuelve al Cerro Porteño tras ponerse en duda su rendimiento actual. Ese semestre juega la Copa Sudamericana con el equipo de Barrio Obrero llegando hasta cuartos de final siendo eliminado por Boca Juniors. Con el tiempo Fabbro fue ganando confianza en el equipo marcando goles importantes en el Torneo Clausura donde el equipo acabó subcampeón.
En enero de 2015, juega un amistoso contra el clásico rival Olimpia en la ciudad de Buenos Aires marcando un gol en los penales donde Cerro salió victorioso 4-3 en los penales luego de igualar 1-1 en tiempo normal , una semana después no fue tenido en cuenta por el entrenador Leonardo Astrada para otro amistoso de pretemporada frente a Olimpia. En junio, termina conquistando el Apertura 2015 con Fabbro como una de las figuras del equipo.

## Selección nacional
El 1 de agosto de 2012, cumple el tiempo requerido por la FIFA después de la nacionalización para ser convocado para jugar partidos en la selección y, el día 7 de agosto de 2012, Gerardo Pelusso, el entrenador de la selección paraguaya de fútbol, convoca a Fabbro para disputar un encuentro amistoso contra Guatemala. El día de su debut ingresó en el campo de juego en el segundo tiempo y ya hacía sentir su presencia dando pases que desconcertaban a la defensa rival. Minutos después de ingresar, Fabbro se encarga de ejecutar un tiro libre el cual termina en gol para lograr el empate parcial 2-2. Posteriormente realiza la asistencia para el 3-2 parcial, obra de Hernán Pérez, completando así un debut auspicioso con la selección paraguaya.
El 7 de septiembre de 2012, debutó con la selección paraguaya en torneos oficiales contra su país natal (Argentina), donde logró un gol de penal que significó el empate transitorio 1-1 que terminó siendo 3-1 para el equipo albiceleste en Córdoba.
En algunos partidos de las eliminatorias para el Mundial Brasil 2014, se anunció que Fabbro no ingresaría como titular, lo que había causado disconformidad en varios hinchas paraguayos. En uno de los partidos de eliminatorias en los que no se daba el ingreso del jugador, a falta de diez minutos para que terminase el partido, todo el estadio comenzó a gritar su nombre lo que llevó al técnico a tomar la decisión de que el jugador ingrese al campo de juego.
Marcó su tercer gol con Paraguay frente a Bolivia en la decimoquinta fecha de las eliminatorias, donde anotó el primer gol en la goleada por 4-0.

### Goles en la selección
| Goles con la selección de Paraguay | Goles con la selección de Paraguay | Goles con la selección de Paraguay | Goles con la selección de Paraguay | Goles con la selección de Paraguay | Goles con la selección de Paraguay | Goles con la selección de Paraguay | Goles con la selección de Paraguay | Goles con la selección de Paraguay |
| Resultados                         | Resultados                         | Resultados                         | Resultados                         | Lugar                              | Estadio                            | Fecha                              | Tipo                               | Goles                              |
| ---------------------------------- | ---------------------------------- | ---------------------------------- | ---------------------------------- | ---------------------------------- | ---------------------------------- | ---------------------------------- | ---------------------------------- | ---------------------------------- |
| Paraguay                           | 3                                  | 3                                  | Guatemala                          | Washington D. C.                   | Robert F. Kennedy Memorial Stadium | 15 de agosto de 2012               | Amistoso                           | 1 gol                              |
| Paraguay                           | 1                                  | 3                                  | Argentina                          | Córdoba                            | Estadio Mario Alberto Kempes       | 7 de septiembre de 2012            | Eliminatorias Sudamericanas 2014   | 1 gol                              |
| Paraguay                           | 4                                  | 0                                  | Bolivia                            | Asunción                           | Estadio Defensores del Chaco       | 6 de septiembre de 2013            | Eliminatorias Sudamericanas 2014   | 1 gol                              |
| Paraguay                           | 2                                  | 3                                  | Chile                              | Santiago                           | Estadio Nacional de Chile          | 5 de septiembre de 2015            | Amistoso                           | 1 gol                              |

Para un total de 4 goles.

## Caso de abuso sexual
En julio de 2017, se divulgó una denuncia presentada en abril del mismo año contra Jonathan Fabbro por un supuesto delito de abuso sexual. La denuncia detalla que la víctima, su ahijada de once años de edad, sufrió actos sexuales inapropiados a manos de Fabbro durante un período de cinco años, que incluyeron tocamientos y sexo oral. Estos incidentes presuntamente tuvieron lugar tanto en el vehículo de Fabbro como en la residencia de su abuela.
La madre de la ahijada de Fabbro procedió a formalizar la denuncia en la Comisaría 52.º de la Policía de la ciudad en Villa Lugano, lo que dio lugar a una investigación penal en el Juzgado N.º 32. Como parte de las pruebas presentadas, se incluyeron capturas de pantalla de conversaciones de WhatsApp entre Jonathan Fabbro y su ahijada, que contenían textos y grabaciones comprometedoras.
En septiembre de 2017, los resultados de un examen realizado a la ahijada de Fabbro en una Cámara Gesell revelaron indicios del abuso. El abogado del acusado afirmó que los resultados de la Cámara Gesell eran inconsistentes con el informe del cuerpo médico forense.
En diciembre de 2017, la justicia argentina solicitó la detención internacional de Jonathan Fabbro,  y el 21 del mismo mes, Fabbro accedió a ser extraditado después de ser arrestado en México. En mayo de 2018, el Juzgado Nacional en lo Criminal y Correccional N.º 32 de Capital Federal ordenó un embargo de 3 millones de pesos y procesó a Fabbro, imponiendo prisión preventiva. Finalmente, el 29 de agosto de 2019, Fabbro fue condenado a 14 años de prisión efectiva por estos cargos.
En septiembre de 2022, se confirmó la condena de dieciséis años de prisión para el exfutbolista paraguayo por esta denuncia en su contra.
Tras su condena se generó un consenso general acerca de la perversidad y el cinismo del exjugador. Prácticamente nadie ha respaldado la inocencia de Fabbro.

## Clubes
| Club                 | País      | Año       | Partidos | Goles |
| -------------------- | --------- | --------- | -------- | ----- |
| Argentinos Juniors   | Argentina | 2000      | 18       | 6     |
| Mallorca             | España    | 2000-2001 | 15       | 5     |
| Boca Juniors         | Argentina | 2001-2004 | 19       | 2     |
| Once Caldas          | Colombia  | 2004-2005 | 39       | 14    |
| Dorados de Sinaloa   | México    | 2005-2006 | 35       | 12    |
| Atlético Mineiro     | Brasil    | 2006      | 14       | 4     |
| Universidad Católica | Chile     | 2006      | 26       | 7     |
| Guaraní              | Paraguay  | 2007-2010 | 127      | 51    |
| Cerro Porteño        | Paraguay  | 2011-2012 | 99       | 41    |
| River Plate          | Argentina | 2013-2014 | 25       | 0     |
| Cerro Porteño        | Paraguay  | 2014-2016 | 51       | 26    |
| Chiapas Fútbol Club  | México    | 2016-2017 | 28       | 16    |
| Lobos de la BUAP     | México    | 2017      | 19       | 1     |

### Goles en la Copa Libertadores
| Resultados    | Resultados | Resultados | Resultados             | Lugar            | Estadio                         | Fecha                 | Gol(es) |
| ------------- | ---------- | ---------- | ---------------------- | ---------------- | ------------------------------- | --------------------- | ------- |
| Once Caldas   | 2          | 1          | Maracaibo              | Maracaibo        | Estadio José Encarnación Romero | 25 de febrero de 2004 | 1 gol   |
| Once Caldas   | 2          | 2          | Fénix                  | Montevideo       | Estadio Centenario              | 22 de abril de 2004   | 2 goles |
| Once Caldas   | 4          | 2          | Guadalajara            | Manizales        | Estadio Palogrande              | 12 de abril de 2005   | 1 gol   |
| Once Caldas   | 1          | 2          | Tigres                 | Monterrey        | Estadio Universitario           | 26 de mayo de 2005    | 1 gol   |
| Cerro Porteño | 3          | 2          | Colo Colo              | Santiago         | Estadio Monumental              | 20 de abril de 2011   | 2 goles |
| Cerro Porteño | 1          | 1          | Jaguares de Chiapas    | Tuxtla Gutiérrez | Estadio Víctor Manuel Reyna     | 12 de mayo de 2011    | 1 gol   |
| Cerro Porteño | 3          | 3          | Santos                 | Asunción         | Estadio General Pablo Rojas     | 1 de junio de 2011    | 1 gol   |
| Cerro Porteño | 1          | 2          | Independiente Santa Fe | Asunción         | Estadio General Pablo Rojas     | 27 de febrero de 2013 | 1 gol   |
| Cerro Porteño | 1          | 2          | Deportivo Táchira      | San Cristóbal    | Polideportivo de Pueblo Nuevo   | 4 de febrero de 2015  | 1 gol   |
| Cerro Porteño | 2          | 2          | Deportivo Táchira      | Asunción         | Estadio Defensores del Chaco    | 11 de febrero de 2015 | 1 gol   |

### Goles en la Copa Sudamericana
| Resultados    | Resultados | Resultados | Resultados         | Lugar        | Estadio                          | Fecha                    | Gol(es) |
| ------------- | ---------- | ---------- | ------------------ | ------------ | -------------------------------- | ------------------------ | ------- |
| Boca Juniors  | 2          | 1          | Colón              | Salta        | Estadio Padre Ernesto Martearena | 9 de octubre de 2003     | 1 gol   |
| Guaraní       | 2          | 0          | River Plate        | Asunción     | Estadio Defensores del Chaco     | 19 de agosto de 2010     | 1 gol   |
| Cerro Porteño | 3          | 3          | O'Higgins          | Rancagua     | Estadio El Teniente              | 26 de julio de 2012      | 1 gol   |
| Cerro Porteño | 4          | 0          | O'Higgins          | Asunción     | Estadio General Pablo Rojas      | 8 de agosto de 2012      | 1 gol   |
| Cerro Porteño | 2          | 2          | Mineros de Guayana | Puerto Ordaz | Estadio Cachamay                 | 29 de agosto de 2012     | 1 gol   |
| Cerro Porteño | 4          | 0          | Mineros de Guayana | Asunción     | Estadio General Pablo Rojas      | 19 de septiembre de 2012 | 1 gol   |
| Cerro Porteño | 2          | 4          | Tigre              | Victoria     | Estadio José Dellagiovanna       | 8 de noviembre de 2012   | 1 gol   |

## Palmarés

### Campeonatos nacionales
| Título                        | Club          | País      | Año    |
| ----------------------------- | ------------- | --------- | ------ |
| Primera división de Argentina | Boca Juniors  | Argentina | 2003-A |
| Primera división              | Guaraní       | Paraguay  | 2010-A |
| Primera división              | Cerro Porteño | Paraguay  | 2012-A |
| Primera división de Argentina | River Plate   | Argentina | 2014-F |
| Copa Campeonato               | River Plate   | Argentina | 2014   |
| Primera división              | Cerro Porteño | Paraguay  | 2015-A |

### Campeonatos internacionales
| Título            | Club        | País     | Año  |
| ----------------- | ----------- | -------- | ---- |
| Copa Libertadores | Once Caldas | Colombia | 2004 |

### Distinciones individuales
| Distinción                                             | Año  |
| ------------------------------------------------------ | ---- |
| Mejor jugador paraguayo del año                        | 2009 |
| Futbolista paraguayo del año                           | 2012 |
| Máximo goleador de Cerro Porteño en el Torneo Apertura | 2012 |
| Mejor jugador de Cerro Porteño en el Torneo Apertura   | 2012 |
| Jugador de la gente en Paraguay                        | 2012 |
| Máximo goleador de la Copa Sudamericana                | 2012 |
| Mejor jugador de Cerro Porteño en la Copa Sudamericana | 2012 |
| Máximo goleador de la Copa Integración                 | 2013 |
| Mejor jugador de la Copa Integración                   | 2013 |